# Kunstwerkstatt Waldau
Die Kunstwerkstatt Waldau ist eine Schweizer Einrichtung zur Förderung von Kunstschaffenden mit Psychiatrieerfahrung. Sie befindet sich auf dem Campus der Universitären Psychiatrischen Dienste Bern (UPD). Die Kunstschaffenden werden unterstützt durch ein Atelier, welches sie mitsamt allen Malutensilien unentgeltlich benützen können, sowie durch die Organisation und Vermittlung von Kunstausstellungen. Gegen hundert Kunstschaffende haben seit der Gründung der Kunstwerkstatt Waldau im Gemeinschaftsatelier gearbeitet. Zurzeit sind rund dreissig Kunstschaffende in der Werkstatt aktiv.

## Geschichte
Die Kunstwerkstatt wurde 2003 durch Otto Frick, den damaligen Malermeister in der Klinik Waldau (Universitäre Psychiatrische Dienste), als Verein gegründet. Frick hatte feststellen müssen, dass viele Psychiatriepatienten mit kunsttherapeutischer Erfahrung in ein psychisches Loch fallen, wenn sie nach der Entlassung aus der Klinik ihrer liebgewonnenen künstlerischen Betätigung mangels eines Ateliers nicht mehr nachgehen können. In der Kunstwerkstatt Waldau geniessen die Kunstschaffenden völlige Freiheiten, sie werden dort weder therapiert noch künstlerisch angeleitet oder weitergebildet. Der Verein wird durch rund 150 Mitglieder getragen und ist finanziell unabhängig von öffentlichen Geldern. Präsidiert wird er durch Carlo Imboden.
1914 begann der Psychiater Walter Morgenthaler, als das Interesse an der gestalterischen Arbeit von psychisch Kranken erwachte, mit der Sammlung der Arbeiten von Patienten, namentlich der Bilder von Morgenthalers Schützling Adolf Wölfli. Die Sammlung wurde in das 2009 gegründete Psychiatrie-Museum (Bern) integriert. Mit Ausstellungen können Arbeiten von aktuellen Künstlern gezeigt werden.

## Kunstschaffende
Kunstschaffende aus der Kunstwerkstatt Waldau mit einem beachtlichen Ruf in der Kunstszene über die Landesgrenzen hinaus sind Philippe Saxer, Margrit Roth, Gabor Dios, Daniel Curty, René Kleeb und Jonas Scheidegger. Ihre Kunst wird gemeinhin als „Art brut“, „Aussenseiterkunst“ oder „Outsider Art“ bezeichnet. Im Jahre 2004 machte der Filmemacher Alfredo Knuchel mit seinem Dokumentarfilm „Halleluja! Der Herr ist verrückt“ das künstlerische Schaffen in dieser besonderen Werkstatt der breiten Öffentlichkeit zugänglich.

## Ausstellungen
Seit der Gründung der Kunstwerkstatt Waldau haben die Kunstschaffenden die Gelegenheit gehabt, an mehr als 40 Ausstellungen im In- und Ausland ihre Werke zu präsentieren, so z. B. im Zentrum Paul Klee in Bern, im Kunstmuseum Thurgau, im Museum auf der Burg von Raron, im Psychiatrie-Museum (Bern), im Musée de la Création Franche in Bègles (Frankreich), im Kunsthaus Kannen in Münster (Deutschland), in der Galerie Miyawaki in Kyoto (Japan), in der 798 Art Bridge Gallery in Peking (China), im Museum Aboa Vetus & Ars Nova in Turku (Finnland) oder in der Galerie & Atelier Herenplaats in Rotterdam (Niederlande).

## Kunstsammlungen
Viele Kunstwerke der Kunstschaffenden der Werkstatt haben in Sammlungen von Museen und Privatpersonen Eingang gefunden. Dazu gehören die Sammlungen des Psychiatrie-Museums (Bern), des Kunstmuseum Thurgau, des Musée de la Création Franche in Bègles (Frankreich), des Outsider Art Museums in Amsterdam (Niederlande), des Museum van de Geest in Haarlem (Niederlande), des Kunstvereins Frauenfeld sowie die Sammlungen der international renommierten Privatsammler Rolf Röthlisberger, Max E. und Korine Ammann sowie Hannah Rieger.

## Preise
Im Jahr 2021 wurde die Kunstwerkstatt Waldau durch die Burgergemeinde Bern mit dem Preis für Inklusion ausgezeichnet: «Die Burgergemeinde Bern anerkennt das langjährige und bedeutende Engagement des Vereins Kunstwerkstatt Waldau. Die betreuten Atelierplätze fördern die Entwicklung und das künstlerische Schaffen von Menschen mit Psychiatrieerfahrung und bieten einen strukturierten, erfüllenden Alltag. Der Verein Kunstwerkstatt Waldau hat sich in der Kunstszene über die Landesgrenzen hinaus einen Namen gemacht.» 
Ebenfalls 2021 war die Kunstwerkstatt Waldau aus über 80 Bewerbungen weltweit für den Dr. Guislain Award 2021 nominiert. Dieser Preis wird jährlich weltweit ausgeschrieben. Stifter sind das Museum Dr. Guislain und das Jannsen Research & Development Institute in Belgien. Vergeben wird der Preis an Institutionen, welche einen aussergewöhnlichen und wissenschaftlich fundierten Beitrag zur Förderung der Gesundheit von Menschen mit einer psychischen Erkrankung leisten. Namentlich geht es um Initiativen, welche die Kreativität von Menschen mit Psychiatrieerfahrung fördern und gleichzeitig deren soziale Ausgrenzung bekämpfen.